# توماس موغنسن
توماس موغنسن (بالدنماركية: Thomas Mogensen) مواليد 30 يناير 1983، هو لاعب كرة يد دانمركي. يلعب حاليا مع نادي فلنسبورغ هاندفيت لكرة اليد ويحمل الرقم 10. مثل منتخب الدنمارك لكرة اليد. شارك في دورة الألعاب الأولمبية الصيفية سنة 2012. حقق المركز الأول في بطولة أوروبا لكرة اليد للرجال 2012.

## سجل المنافسة
شارك في البطولات التالية:
- بطولة أوروبا لكرة اليد للرجال 2012
- بطولة أوروبا لكرة اليد للرجال 2014
- الألعاب الأولمبية الصيفية 2012

## الميداليات
| الميدالية | المسابقة                           |
| --------- | ---------------------------------- |
| فضية      | بطولة العالم لكرة اليد للرجال 2011 |
| ذهبية     | بطولة أوروبا لكرة اليد للرجال 2012 |
| فضية      | بطولة أوروبا لكرة اليد للرجال      |

## روابط خارجية
- توماس موغنسن على موقع الاتحاد الأوروبي لكرة اليد (الإنجليزية)
- توماس موغنسن على موقع أوليمبيديا (الإنجليزية)